# 전동식 차체쏠림 제어시스템
전동식 차체쏠림 제어시스템(영어: electrical Active Roll Stabilization, eARS)은 차량 주행 중 차체의 좌우 기울기를 안정시키며, 2018년 4월 24일 현대모비스가 개발했다.

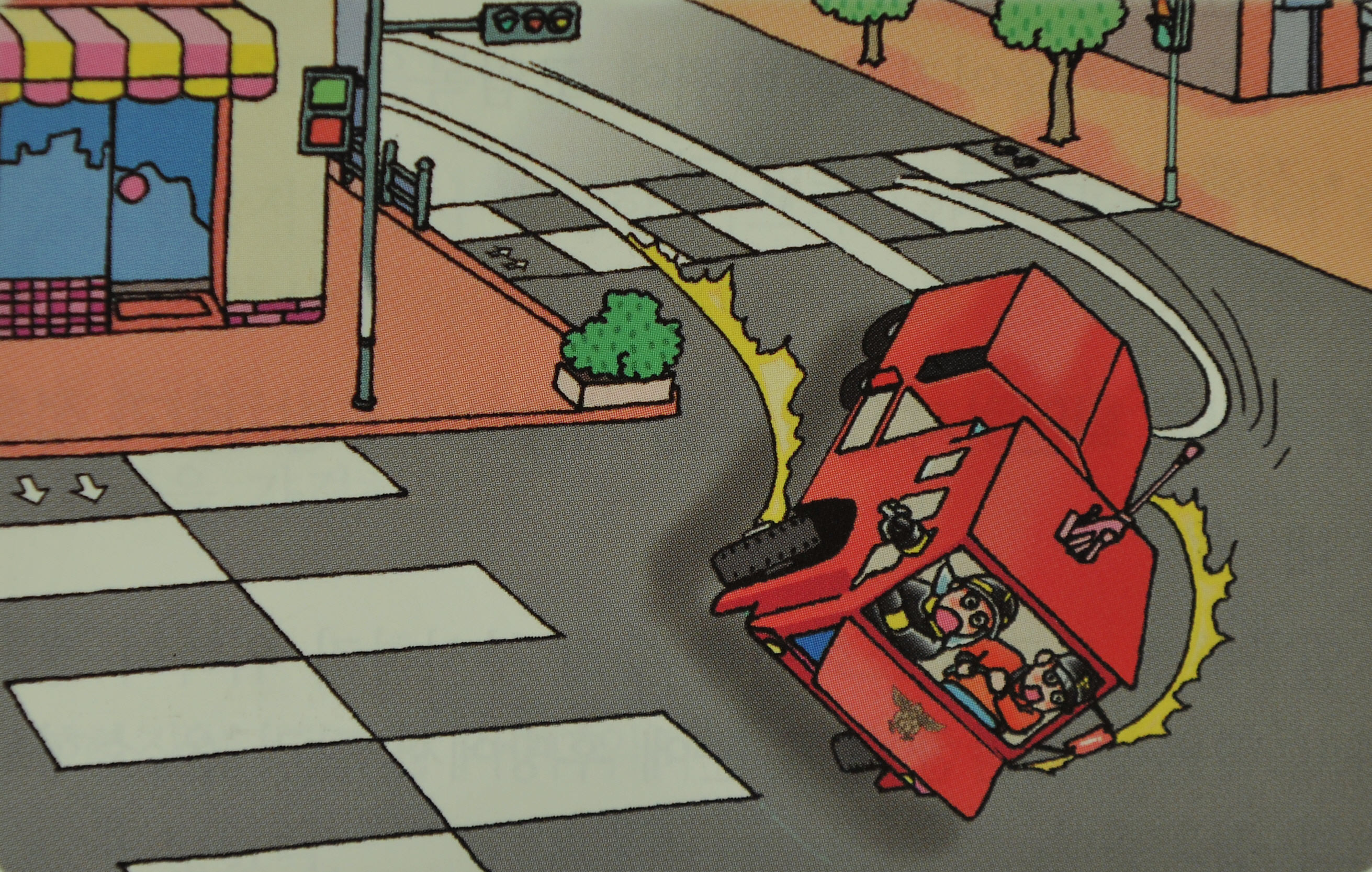
주행 중 차체 쏠림 현상

## 상세
전동식 차체쏠림 제어시스템은 기존 유압 제어식이 아닌 전동모터 제어 방식을 사용한다. 차량의 주행 상태 및 선회 정도를 파악한 뒤 전동모터로 각 부분을 제어해 능동적으로 쏠림 현상을 완화한다. 일반 차량의 경우 주로 12V 전압을 사용하지만, 친환경차의 경우 48V 전압을 사용한다.

## 구성
- 스테빌라이저바
- 모터
- 감속기
- 댐핑커플러

## 같이 보기
- 현가장치
- 전력
- 기울기